# Topo El Guayabo
El Topo El Guayabo (10°01′41″N 67°16′56″O / 10.0281900, -67.2822100) es una formación de montaña, una de las de mayor elevación del Parque nacional Henri Pittier y del Estado Aragua, ubicada al Norte de Turmero y al oeste de la Colonia Tovar, Venezuela.

## Ubicación
Pico La Negra es parte del límite norte del Municipio Mariño y el punto intermedio entre la ciudad de Turmero y la playa Ensenada de Tuja. Colinda hacia el Este con los prominentes Pico La Negra, Pico El Cenizo y el Pico Codazzi en dirección hacia la Colonia Tovar. Hacia el Oeste se encuentran la fila Cola de Caballo y la fila Palmarito. Hacia el Norte se continúa con el parque nacional Henri Pittier hasta la población de Cepe y la ensenada de Tuja.